# Павлов, Иван Семёнович
Иван Семёнович Павлов (14 июня 1900, дер. Колбинка, Саратовская губерния, Российская империя — 8 октября 1957, Ленинград, СССР) — советский военачальник, полковник (1942).

## Биография
Родился 14 июня 1900 года  в  деревне Колбинка, ныне Верешимского сельсовета Лопатинского района Пензенской области. Русский.

#### Гражданская война
14 июня 1919 года был призван в РККА Петровским уездным военкоматом и направлен в 108-й отдельный батальон ВОХР в город Саратов. В конце 1919 года заболел тифом, по излечении в январе 1920 года зачислен курсантом бригадной школы младшего начсостава 2-й отдельной бригады Юго-Западного фронта (в г. Царицын и Ставрополь). Оттуда в июле 1920 года направлен на 48-е Ставропольские командные курсы Юго-Западного фронта, затем в феврале 1921 года переведен на 2-е Владикавказские командные курсы связи. 

#### Межвоенные годы
В  июле 1922 года после окончания  вышеуказанных курсов  назначен в роту связи 3-й Крымской стрелковой дивизии УВО, где проходил службу командиром отделения, помощником командира и командиром взвода. В мае 1923 года назначен помощником начальника связи 9-го стрелкового полка той же 3-й Крымской стрелковой дивизии УВО. С октября 1923 года по июль 1924 года находился на повторных курсах усовершенствования войск связи в Ленинграде, затем вернулся на прежнюю должность. В октябре 1924 года переведен в 7-й стрелковый полк этой дивизии и проходил в нем службу помощником начальника связи полка, помощником командира и командиром взвода. В ноябре 1924 года назначен командиром взвода в 3-й полк связи (г. Харьков). В ноябре 1926 года Павлов был переведен в Киевскую военную школу связи им. М. И. Калинина на должность курсового командира. С ноября 1929 года зачислен слушателем курсов усовершенствования при этой школе, после окончания с 1930 года там же проходил службу командиром роты и помощником командира батальона курсантов. С мая 1934 года по сентябрь 1937 года находился на учебе в Военной академии РККА им. М. В. Фрунзе, затем был назначен начальником штаба 7-го полка связи ПриВО. В июле 1939 года майор  Павлов был переведен в штаб ЛВО на должность старшего помощника начальника 2-го отделения 1-го отдела. В ходе Советско-финляндской войны принимал участие в боевых действиях в той же должности при штабе 7-й армии, за что был награжден орденом Красной Звезды. После войны с мая по ноябрь 1940 года работал председателем 2-й подкомиссии по демаркации границы между СССР и Финляндией. С ноября 1940 года исполнял должность начальника штаба 10-й моторизованной бригады ЛВО. 22 марта 1941 года назначен начальником штаба 177-й стрелковой дивизии в городе Боровичи.

#### Великая Отечественная война
С началом  войны дивизия была включена в состав Северного фронта. В июле — августе 1941 года она в составе Лужской оперативной группы вела тяжелые оборонительные бои на дальних подступах к Ленинграду в районе городе Луга. С 24 августа дивизия вела боевые действия в составе Южной оперативной группы войск Ленинградского фронта. В этих боях начальник штаба дивизии подполковник  Павлов проявил себя с самой лучшей стороны. Уверенно руководил работой штаба, показал умение в планировании боевых действий, в организации взаимодействия между частями дивизии и соседями, правильно организовал пункты управления и их работу, оказывал большую помощь командиру дивизии в выполнении боевых задач. В ходе тяжелых боев на Лужском рубеже дивизия попала в окружение, однако сумела прорваться к своим войскам. С октября 1941 года ее части вели бои в районе Невской Дубровки. 1 декабря 1941 года был допущен к должности начальника штаба 80-й стрелковой дивизии. В составе 54-й армии участвовала в Тихвинской наступательной операции, сыгравшей важную роль в срыве планов противника по осуществлению полной изоляции Ленинграда. С 7 февраля 1942 года занимал должность начальника штаба 115-й стрелковой дивизии этой армии (с 9 июня — в составе Волховского фронта). Ее части вели активную оборону на участке северо-западнее деревни Ларионов Остров, затем с 11 марта участвовали в Любанской наступательной операции. После ее завершения с мая 1942 года дивизия находилась в обороне в районе Посадников Остров (под Кириши), прочно удерживая занимаемый рубеж. С октября 1942 года полковник  Павлов занимал должность начальника отдела боевой подготовки штаба этой же 54-й армии Волховского фронта.
В декабре 1942 года направлен на учебу в Высшую военную академию им. К. Е. Ворошилова, окончил ее ускоренный курс и в мае 1943 года назначен начальником штаба 18-го стрелкового корпуса 65-й армии Центрального фронта. В этой должности принимал участие в Курской битве, в оборонительных боях по отражению удара противника из района Севска, в Черниговско-Припятской наступательной операции, вплоть до выхода к реке Днепр. 4 октября во время рекогносцировки полковник  Павлов получил тяжелое осколочное ранение (в обе ноги) и эвакуирован в тыл. До 15 ноября находился в полевом подвижном госпитале № 3571, затем до 27 декабря в эвакогоспитале № 1898 в городе Тула  и в отпуске по болезни в городе Петровск. После выздоровления в феврале 1944 года зачислен в распоряжение ГУК НКО. С 26 февраля исполнял должность командира 159-й стрелковой дивизии, входившей в состав 5-й армии Западного фронта. Ее части вели наступательные бои на богушевском направлении. С 30 мая 1944 года  Павлов вновь убыл в госпиталь в Москву. В сентябре назначен преподавателем кафедры общей тактики Военной электротехнической академии связи Красной армии в городе Ленинграде и в этой должности находился до конца войны.

#### Послевоенное время
После войны продолжал служить в прежней должности в этой академии (с 1946 года — Военная академия связи, с 2 декабря 1952 года — Военная инженерная академия связи им. Маршала Советского Союза С. М. Будённого). С июля 1949 года исполнял должность старшего преподавателя кафедры оперативно-тактической подготовки, с декабря 1951 года был заместителем начальника этой кафедры. 
8 октября 1957 года полковник Павлов уволен в запас.

## Награды
- орден Ленина (21.02.1945[5][6])
- два ордена Красного Знамени (03.11.1944[6][7], 15.11.1950[6][8])
- орден Отечественной войны I степени (20.09.1943)[9],
- орден Красной Звезды (21.04.1940)[10]

медали в том числе:
- - «За оборону Ленинграда» (1943)[9]
  - «За победу над Германией в Великой Отечественной войне 1941—1945 гг.» (1945)